# ماركو فيليبوفيتش
ماركو فيليبوفيتش مواليد 6 أغسطس 1978 في تسليتش، جمهورية يوغوسلافيا الاشتراكية الاتحادية، هو لاعب كرة قدم بوسني. يلعب في مركز الوسط.

## المسيرة الاحترافية

### أندية لعب لها
- نادي أو إف كيه بيوغراد
- إف كي أتيراو
- نادي أنجيه
- نادي باولم
- نادي إستر
- نادي تولون

## وصلات خارجية
- ماركو فيليبوفيتش على موقع رابطة كرة القدم الفرنسية للمحترفين (الإنجليزية)
- ماركو فيليبوفيتش على موقع قاعدة بيانات كرة القدم.إي يو (الإنجليزية)